# World Mind Sports Games 2012
De World Mind Sports Games 2012 waren de tweede World Mind Sports Games en werden gehouden van 9 tot en met 23 augustus 2012 in Rijsel (Frankrijk). De denksporten waarin om medailles gestreden kon worden, waren: schaken, dammen, go, bridge en Xiangqi (Chinees schaken).

## Onderdelen

### Bridge
| Onderdeel                     | Goud                                     | Zilver           | Brons         |
| ----------------------------- | ---------------------------------------- | ---------------- | ------------- |
| Teams                         | Zweden                                   | Polen            | Monaco        |
| Teams vrouwen                 | Engeland                                 | Rusland          | Polen         |
| Teams senioren                | Hongarije                                | Verenigde Staten | Frankrijk     |
| Transnationale gemengde teams | Team Milner (onafhankelijk team van WBF) | Canada           | Team Saic Red |

### Dammen
| Onderdeel                        | Goud                 | Zilver               | Brons             |
| -------------------------------- | -------------------- | -------------------- | ----------------- |
| Internationaal dammen, mannen    | Aleksej Tsjizjov     | Aleksandr Schwarzman | Roel Boomstra     |
| Internationaal dammen, vrouwen   | Olga Fedarovich      | Nina Hoekman         | Natalia Sadowska  |
| Rapid, mannen                    | Roel Boomstra        | Aleksej Tsjizjov     | Ajnoer Sjajbakov  |
| Rapid, vrouwen                   | Nina Hoekman         | Victoria Motrichko   | Ayanika Kychkina  |
| Rapid, Teams mannen              | Rusland              | Nederland            | Kameroen          |
| Rapid, Teams vrouwen             | Oekraïne             | Rusland              | Nederland         |
| Blitz, mannen                    | Aleksandr Schwarzman | Aleksandr Getmanski  | Roel Boomstra     |
| Blitz, vrouwen                   | Aygul Idrisova       | Matrena Nogovitsina  | Olga Baltazji     |
| Blitz, Teams mannen              | Rusland              | Letland              | Nederland         |
| Blitz, Teams vrouwen             | Nederland            | Rusland              | Mongolië          |
| Russisch dammen, vrouwen         | Yulia Makarenkova    | Stepanida Kirillina  | Z. Sarshaeva      |
| Russisch dammen, vrouwen blitz   | Stepanida Kirillina  | Z. Sarshaeva         | Yulia Makarenkova |
| Braziliaans dammen, mannen       | Gavril Kolesov       | Nikolaj Germogenov   | O. Dasjkov        |
| Braziliaans dammen, mannen blitz | D. Skatula           | S. Bilosjeev         | Gavril Kolesov    |
| Checkers, mannen                 | Michele Borghetti    | S. Scarpetta         | B. Durdyev        |
| Checkers, vrouwen                | N. Chyzhevska        | A. Bardieva          | E. Rosso          |

### Go
| Onderdeel | Goud             | Zilver           | Brons          |
| --------- | ---------------- | ---------------- | -------------- |
| Mannen    | Lai Yu-Cheng     | Kuo Nai-FU       | Lo Sheng-Chieh |
| Vrouwen   | Lin Hsiao-Tung   | Osawa Maya       | Sarah Yu       |
| Teams     | Chinees Taipei 1 | Chinees Taipei 2 | Singapore      |
| Beloften  | Kuo Nai-Fu       | Tsai Cheng-Wei   | Hsu Hao-Hung   |
| Paren     | Osawa/Nakasone   | Ling/Hung        | Lu/Lai         |

### Xiangqi
| Onderdeel                    | Goud         | Zilver      | Brons       |
| ---------------------------- | ------------ | ----------- | ----------- |
| Rapid, vrouwen               | Li Chun Chen | Dan Tang    | Bing Han    |
| Rapid, mannen                | Jing Xie     | Chuan Jiang | Qiang Zhang |
| Individueel, vrouwen         | Li Chun Chen | Dan Tang    | Bing Han    |
| Individueel, mannen          | Chunlin Wan  | Jiang Xie   | Qiang Zhang |
| Internationaal, team, mannen | China        | Vietnam     | Hongkong    |

### Schaken
Er waren bij het schaken geen medailles te winnen. Er werd alleen een simultaantoernooi georganiseerd. De schakers besloten om in 2011 hun eigen World Games te organiseren, deze staan los van de World Mind Sport Games.

## Medaillespiegel
| Plaats | Land               | NOC | Goud | Zilver | Brons | Totaal |
| ------ | ------------------ | --- | ---- | ------ | ----- | ------ |
| 1      | Rusland            | RUS | 7    | 10     | 5     | 22     |
| 2      | China              | CHN | 5    | 4      | 5     | 14     |
| 3      | Chinees Taipei     | CTP | 4    | 4      | 3     | 11     |
| 4      | Oekraïne           | OEK | 4    | 2      | 2     | 8      |
| 5      | Nederland          | NED | 3    | 2      | 4     | 9      |
| 6      | Italië             | ITA | 1    | 1      | 1     | 3      |
| 7      | Japan              | JAP | 1    | 1      | 0     | 2      |
| 8      | Wit-Rusland        | WRU | 1    | 0      | 0     | 1      |
|        | Zweden             | ZWE | 1    | 0      | 0     | 1      |
|        | Engeland           | ENG | 1    | 0      | 0     | 1      |
|        | Hongarije          | HON | 1    | 0      | 0     | 1      |
|        | Onafhankelijk Team |     | 1    | 0      | 0     | 1      |
| 13     | Polen              | POL | 0    | 1      | 2     | 3      |
| 14     | Canada             | CAN | 0    | 1      | 1     | 2      |
|        | Turkmenistan       | TKM | 0    | 1      | 1     | 2      |
| 16     | Letland            | LET | 0    | 1      | 0     | 1      |
|        | Vietnam            | VIE | 0    | 1      | 0     | 1      |
|        | Verenigde Staten   | USA | 0    | 1      | 0     | 1      |
| 19     | Monaco             | MON | 0    | 0      | 1     | 1      |
|        | Frankrijk          | FRA | 0    | 0      | 1     | 1      |
|        | Kameroen           | KAM | 0    | 0      | 1     | 1      |
|        | Mongolië           | MGL | 0    | 0      | 1     | 1      |
|        | Singapore          | SIN | 0    | 0      | 1     | 1      |
|        | Hongkong           | HKO | 0    | 0      | 1     | 1      |

### Nederlandse medailles
- Roel Boomstra (dammen rapid, mannen)
- Nina Hoekman (dammen rapid, vrouwen)
- Nederlands team (dammen blitz, vrouwen)
- Nina Hoekman (dammen internationaal, dames)
- Nederlands team (dammen rapid, mannen)
- Roel Boomstra (dammen internationaal, mannen)
- Nederlands team (dammen rapid, vrouwen)
- Roel Boomstra (dammen blitz, mannen)
- Nederlands team (dammen blitz, mannen)